# Leonard (Texas)
Leonard és una població dels Estats Units a l'estat de Texas. Segons el cens del 2000 tenia 1.846 habitants.

## Demografia
Segons el cens del 2000, Leonard tenia 1.846 habitants, 683 habitatges, i 497 famílies. La densitat de població era de 361,8 habitants/km².
Dels 683 habitatges en un 39,4% hi vivien nens de menys de 18 anys, en un 55,9% hi vivien parelles casades, en un 13,8% dones solteres, i en un 27,2% no eren unitats familiars. En el 25,2% dels habitatges hi vivien persones soles el 13,9% de les quals corresponia a persones de 65 anys o més que vivien soles. El nombre mitjà de persones vivint en cada habitatge era de 2,65 i el nombre mitjà de persones que vivien en cada família era de 3,16.
Per edats la població es repartia de la següent manera: un 30,2% tenia menys de 18 anys, un 8,9% entre 18 i 24, un 27,7% entre 25 i 44, un 19,4% de 45 a 60 i un 13,9% 65 anys o més.
L'edat mediana era de 33 anys. Per cada 100 dones de 18 o més anys hi havia 82,8 homes.
La renda mediana per habitatge era de 34.318 $ i la renda mediana per família de 40.461 $. Els homes tenien una renda mediana de 32.071 $ mentre que les dones 20.888 $. La renda per capita de la població era de 14.747 $. Aproximadament el 12,9% de les famílies i el 17,7% de la població estaven per davall del llindar de pobresa.

## Poblacions més properes
El següent diagrama mostra les poblacions més properes.